# Paweł Bylczyński
Paweł Bylczyński herbu Dęboróg ps. Dęboróg (ur. 23 września 1909 we Lwowie, zm. 9 lutego 1993 w Gdyni) – polski ekonomista, żołnierz SZP, ZWZ, AK, powstaniec warszawski.

## Życiorys
Jako dziesięcioletni chłopak brał udział (wraz z matką Magdaleną Bylczyńską) w obronie Lwowa. Został odznaczony Krzyżem Obrony Lwowa. W roku 1923 wyjechał do Bydgoszczy, a następnie w roku 1928 do Nowogródka, gdzie w roku 1929 ukończył Gimnazjum im. Adama Mickiewicza, w którym jego ojciec Jakub Bylczyński był profesorem. W latach 1929–1934 studiował ekonomię na Wydziale Prawa i Ekonomii Uniwersytetu Poznańskiego pod kierunkiem prof. Edwarda Taylora. W czasie studiów mieszkał razem z Konradem Pałubickim, przyjacielem jego matki. Po studiach był zatrudniony w Mirkowskiej Fabryce Papieru w Warszawie, gdzie krewny jego żony, Jan Kocięcki, był dyrektorem handlowym. 
W latach 30. był także członkiem Ligi Obrony Powietrznej i Przeciwgazowej.
W październiku 1939 wstąpił (pod pseudonimem „Dęboróg”) – w Warszawie – do SZP gen. Michała Tokarzewskiego-Karaszewicza i został oddelegowany do Wilna. Następnie (do czerwca 1941) w wileńskim ZWZ (Samodzielny Okręg ZWZ Wilno). Od czerwca/lipca 1941 w warszawskiej AK. Brał udział w przygotowaniach do powstania. W powstaniu warszawskim był oddelegowany do aprowizacji i zabezpieczenia szpitali. Po upadku powstania znalazł się w Dulagu 121 w Pruszkowie.

### Biuro Odbudowy Portów
W roku 1945 kpt. inż. Władysław Szedrowicz (przedwojenny lwowski inżynier, Sybirak, który powrócił do Polski z Armią Berlinga) włączył go do nowo sformowanej Morskiej Grupy Operacyjnej, która zabezpieczała (z ramienia Ministerstwa Przemysłu przy wojewodzie gdańskim) poniemieckie mienie w Gdańsku przed grabieżą i dewastacją przez Armię Czerwoną. Następnie w Biurze Odbudowy Portów (BOP), którego dyrekcję objął również Szedrowicz. BOP zajmował się oceną strat w przemyśle gdańskim i organizacją i odbudową portów morskich. Podlegało Ministerstwu Żeglugi i Handlu Zagranicznego. Bylczyński współodpowiedzialny był m.in. za prace nad przygotowaniem planów odbudowy zniszczeń wojennych na Wybrzeżu. BOP ściśle współpracował i był finansowany przez Delegaturę Rządu ds. Wybrzeża w Gdańsku ministra Eugeniusza Kwiatkowskiego, który odznaczył w tym czasie Bylczyńskiego dwukrotnie Srebrnym Krzyżem Zasługi (w r. 1946). Po ustąpieniu Kwiatkowskiego i likwidacji (w roku 1948) Delegatury pracował Bylczyński w Urządzie Morskim z siedzibą w Gdańsku, a następnie – od 1963 roku w Rzemieślniczym Domu Towarowym (RDT) w Gdyni, Centralnym Związku Rzemiosła i do emerytury w dyrekcji Ogólnopolskiego Zrzeszenia Prywatnych Wytwórców.
Członek ZBOWiD i Stronnictwa Demokratycznego w Gdyni i Gdańsku.
W roku 1983 otrzymał awans na podporucznika Armii Krajowej.
Zmarł w roku 1993. Jest pochowany na cmentarzu Witomińskim w Gdyni (kwatera 20-9-7).

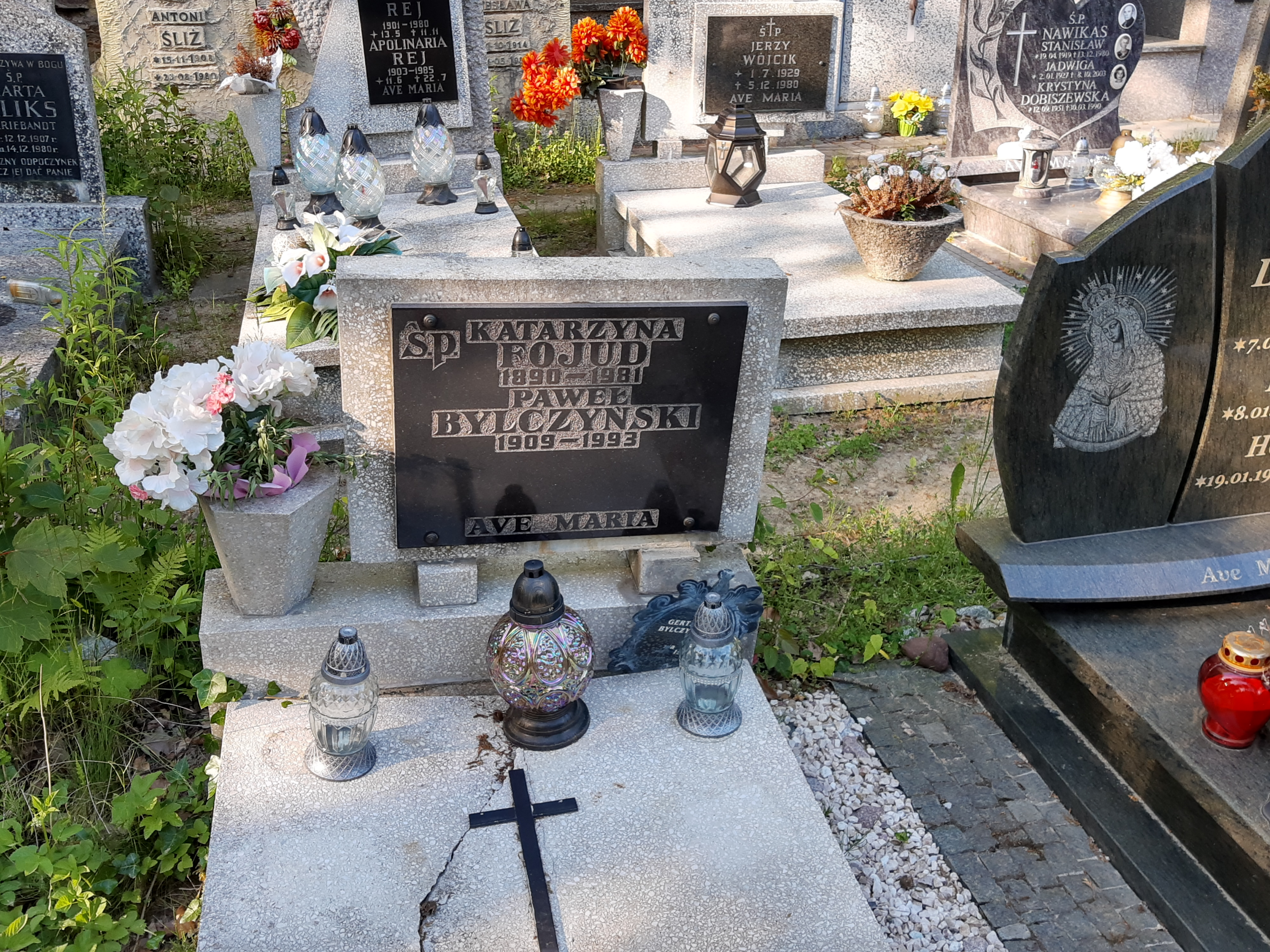
Grób Pawła Bylczyńskiego na cmentarzu Witomińskim

## Życie prywatne
Syn Jakuba Bylczyńskiego i Magdaleny Bylczyńskiej, brat warszawskiego aktora – Janusza Bylczyńskiego. Był w związku z Janiną Kupidurską (1936-1943), Danutą Lipińską (1944-1960), Gertrudą Fojud (1960-1993). Z pierwszą żoną miał jedną córkę – Jolantę, muzyka, wykładowcę w Instytucie Muzyki Wyższej Szkoły Pedagogicznej w Bydgoszczy.

## Odznaczenia
- Srebrny Krzyż Zasługi – (1946)
- Medal Wojska – 4 krotnie (1948)
- Krzyż Armii Krajowej (1985)
- Krzyż Obrony Lwowa (1920)